# Foutoubounyi (district)
Foutoubounyi est l'un des districts de la sous-préfecture de Tamita, situé dans la préfecture de Boffa en république de Guinée.

## Géographie

### Démographie
- En 2014, le district comptait 797 habitants selon les RGPH 2014[1].